# Mattia Stefanelli
Mattia Stefanelli (San Marino, 12 marzo 1993) è un calciatore sammarinese, attaccante del Fiorentino.

## Carriera

### Nazionale
Viene convocato per la prima volta dalla nazionale maggiore per la gara con la Lituania per le qualificazioni agli Europei 2016, debuttando così nella massima selezione. Viene convocato per la trasferta contro l'Inghilterra e gioca la seconda partita in nazionale dal primo minuto contro la Svizzera il 14 ottobre 2014. L'11 ottobre 2016 segna il suo primo gol con la maglia dei Titani, quello del momentaneo 1-1, nella partita in trasferta contro la Norvegia (finita poi 4-1) valida per le qualificazioni al Campionato mondiale del 2018. Grazie a lui, 17 trasferte dopo, San Marino torna al gol fuori casa in una gara di qualificazioni mondiali. Gli infortuni e l'arrivo di Franco Varrella come ct dei Titani, lo escluderanno dalla nazionale, tornandoci 4 anni e mezzo dopo con l'arrivo in panchina di Fabrizio Costantini.

## Statistiche,

### Cronologia presenze e reti in nazionale
| Cronologia completa delle presenze e delle reti in nazionale ― San Marino | Cronologia completa delle presenze e delle reti in nazionale ― San Marino | Cronologia completa delle presenze e delle reti in nazionale ― San Marino | Cronologia completa delle presenze e delle reti in nazionale ― San Marino | Cronologia completa delle presenze e delle reti in nazionale ― San Marino | Cronologia completa delle presenze e delle reti in nazionale ― San Marino | Cronologia completa delle presenze e delle reti in nazionale ― San Marino | Cronologia completa delle presenze e delle reti in nazionale ― San Marino |
| Data                                                                      | Città                                                                     | In casa                                                                   | Risultato                                                                 | Ospiti                                                                    | Competizione                                                              | Reti                                                                      | Note                                                                      |
| ------------------------------------------------------------------------- | ------------------------------------------------------------------------- | ------------------------------------------------------------------------- | ------------------------------------------------------------------------- | ------------------------------------------------------------------------- | ------------------------------------------------------------------------- | ------------------------------------------------------------------------- | ------------------------------------------------------------------------- |
| 8-9-2014                                                                  | Serravalle                                                                | San Marino                                                                | 0 – 2                                                                     | Lituania                                                                  | Qual. Euro 2016                                                           | -                                                                         | 76’                                                                       |
| 14-10-2014                                                                | Serravalle                                                                | San Marino                                                                | 0 – 4                                                                     | Svizzera                                                                  | Qual. Euro 2016                                                           | -                                                                         |                                                                           |
| 31-3-2015                                                                 | Eschen                                                                    | Liechtenstein                                                             | 1 – 0                                                                     | San Marino                                                                | Amichevole                                                                | -                                                                         | 58’                                                                       |
| 14-6-2015                                                                 | Tallinn                                                                   | Estonia                                                                   | 2 – 0                                                                     | San Marino                                                                | Qual. Euro 2016                                                           | -                                                                         | 79’                                                                       |
| 8-9-2015                                                                  | Vilnius                                                                   | Lituania                                                                  | 2 – 1                                                                     | San Marino                                                                | Qual. Euro 2016                                                           | -                                                                         | 40’ 73’                                                                   |
| 9-10-2015                                                                 | San Gallo                                                                 | Svizzera                                                                  | 7 – 0                                                                     | San Marino                                                                | Qual. Euro 2016                                                           | -                                                                         |                                                                           |
| 4-6-2016                                                                  | Fiume                                                                     | Croazia                                                                   | 10 – 0                                                                    | San Marino                                                                | Amichevole                                                                | -                                                                         | 54’                                                                       |
| 8-10-2016                                                                 | Belfast                                                                   | Irlanda del Nord                                                          | 4 – 0                                                                     | San Marino                                                                | Qual. Mondiali 2018                                                       | -                                                                         | 87’                                                                       |
| 11-10-2016                                                                | Oslo                                                                      | Norvegia                                                                  | 4 – 1                                                                     | San Marino                                                                | Qual. Mondiali 2018                                                       | 1                                                                         | 26’ 82’                                                                   |
| 11-11-2016                                                                | Serravalle                                                                | San Marino                                                                | 0 – 8                                                                     | Germania                                                                  | Qual. Mondiali 2018                                                       | -                                                                         |                                                                           |
| 22-2-2017                                                                 | Serravalle                                                                | San Marino                                                                | 0 – 2                                                                     | Andorra                                                                   | Amichevole                                                                | -                                                                         |                                                                           |
| 26-3-2017                                                                 | Serravalle                                                                | San Marino                                                                | 0 – 6                                                                     | Rep. Ceca                                                                 | Qual. Mondiali 2018                                                       | -                                                                         | 84’                                                                       |
| 4-9-2017                                                                  | Baku                                                                      | Azerbaigian                                                               | 5 – 1                                                                     | San Marino                                                                | Qual. Mondiali 2018                                                       | -                                                                         | 86’                                                                       |
| 25-3-2022                                                                 | Serravalle                                                                | San Marino                                                                | 1 – 2                                                                     | Lituania                                                                  | Amichevole                                                                | -                                                                         | 46’                                                                       |
| 21-9-2022                                                                 | Serravalle                                                                | San Marino                                                                | 0 – 0                                                                     | Seychelles                                                                | Amichevole                                                                | -                                                                         | 46’                                                                       |
| 17-11-2022                                                                | Gros Islet                                                                | Saint Lucia                                                               | 1 – 1                                                                     | San Marino                                                                | Amichevole                                                                | -                                                                         | 81’                                                                       |
| 10-9-2023                                                                 | Serravalle                                                                | San Marino                                                                | 0 – 4                                                                     | Slovenia                                                                  | Qual. Euro 2024                                                           | -                                                                         | 59’                                                                       |
| Totale                                                                    |                                                                           | Presenze                                                                  | 17                                                                        |                                                                           | Reti                                                                      | 1                                                                         |                                                                           |

| Cronologia completa delle presenze e delle reti in nazionale (partite non ufficiali) ― San Marino | Cronologia completa delle presenze e delle reti in nazionale (partite non ufficiali) ― San Marino | Cronologia completa delle presenze e delle reti in nazionale (partite non ufficiali) ― San Marino | Cronologia completa delle presenze e delle reti in nazionale (partite non ufficiali) ― San Marino | Cronologia completa delle presenze e delle reti in nazionale (partite non ufficiali) ― San Marino | Cronologia completa delle presenze e delle reti in nazionale (partite non ufficiali) ― San Marino | Cronologia completa delle presenze e delle reti in nazionale (partite non ufficiali) ― San Marino | Cronologia completa delle presenze e delle reti in nazionale (partite non ufficiali) ― San Marino |
| Data                                                                                              | Città                                                                                             | In casa                                                                                           | Risultato                                                                                         | Ospiti                                                                                            | Competizione                                                                                      | Reti                                                                                              | Note                                                                                              |
| ------------------------------------------------------------------------------------------------- | ------------------------------------------------------------------------------------------------- | ------------------------------------------------------------------------------------------------- | ------------------------------------------------------------------------------------------------- | ------------------------------------------------------------------------------------------------- | ------------------------------------------------------------------------------------------------- | ------------------------------------------------------------------------------------------------- | ------------------------------------------------------------------------------------------------- |
| 31-5-2017                                                                                         | Empoli                                                                                            | Italia                                                                                            | 8 – 0                                                                                             | San Marino                                                                                        | Amichevole                                                                                        | -                                                                                                 | 87’                                                                                               |
| Totale                                                                                            |                                                                                                   | Presenze                                                                                          | 1                                                                                                 |                                                                                                   | Reti                                                                                              | 0                                                                                                 |                                                                                                   |